# Двойная планета

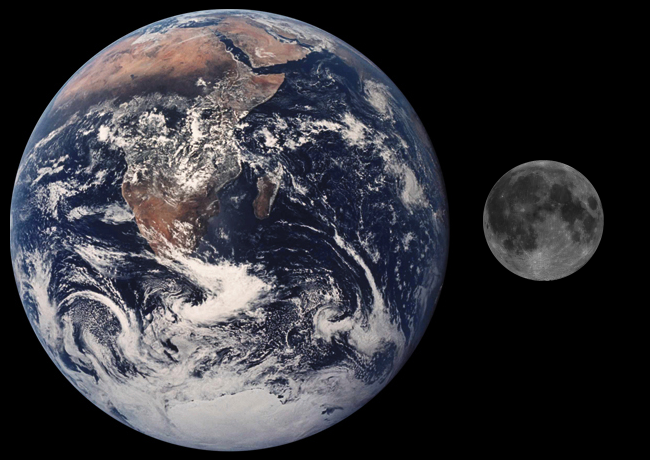
Систему Земля-Луна иногда предлагают классифицировать как «двойную планету»

Двойная планета — термин в астрономии, который используется для обозначения двойной системы, состоящей из двух астрономических объектов, каждый из которых удовлетворяет определению планеты и является достаточно массивным, чтобы оказывать гравитационный эффект, превосходящий гравитационный эффект звезды, вокруг которой они вращаются.
В Солнечной системе нет систем, официально классифицируемых как «двойная планета». Одно из неофициальных требований состоит в том, чтобы обе планеты вращались вокруг общего центра масс, именуемого также барицентром, который должен находиться вне тела какой либо из этих планет.

## Известные и возможные двойные системы
В Солнечной системе обнаружено много двойных астероидов, такие как (90) Антиопа и двойных транснептуновых объектов пояса Койпера, в том числе такие, где компоненты примерно равны по массам как, например, (79360) Сила-Нунам и 1998 WW31.
Европейское космическое агентство предлагает рассматривать систему Земля-Луна как двойную планету. В августе 2006 года XXVI Генеральной Ассамблеей Международного астрономического союза было рассмотрено предложение о том, чтобы переклассифицировать Плутон и Харон как двойную планету. Однако никакого решения принято не было и в дальнейшем этот вопрос не обсуждался.
Также известны системы из трёх компонентов (например трехастероидные системы (87) Сильвия и астероид-аполлон (136617) 1994 CC, и крупный транснептуновый объект (47171) 1999 TC36 и т. д.).

## Определение двойной планеты
В последнее время велись споры о том, что считать двойной планетой, а что системой планеты и её спутника. В большинстве случаев это не составляет проблемы, так как спутник сильно уступает по массе планете, вокруг которой вращается. Не считая системы Земля—Луна и Плутон—Харон, все спутники в Солнечной системе имеют массу, не превышающую 0,00025 (1/4000) массы самой планеты. С другой стороны, отношение массы Луны к массе Земли составляет 0,01230 (≈ 1/81), а аналогичное соотношение для Харона и Плутона — 0,117 (≈ 1/9). Т. е. у системы Плутон-Харон отношение массы Хароне к массе Плутона на порядок больше такового у системы Земля-Луна.
Существует точка зрения, что различия между двойной планетой и системой планеты и спутника заключаются в расположении центра масс системы. Если центр масс не располагается под поверхностью тела одного из объектов, то систему можно считать двойной планетой. В таком случае оба тела вращаются вокруг точки в пространстве, находящейся между ними. Согласно такому определению, Плутон и Харон есть двойная карликовая планета, а Земля и Луна — система планеты и её спутника (луны). Ввиду увеличивающегося расстояния между Землёй и Луной (из-за приливных сил, действующих на Луну, она постоянно удаляется от Земли со скоростью 3,74 см в год), центр масс, который на данный момент находится под поверхностью Земли, со временем переместится и окажется над поверхностью нашей планеты. Таким образом, согласно данному определению, через миллиарды лет система Земля-Луна станет двойной планетой. В 2006 Международный астрономический союз рассмотрел определение, согласно которому Плутон и Харон следует считать двойной планетой, однако оно так и не было принято.
Также обсуждаются и дополнительные требования и критерии, например: синхронность вращения обоих компонентов (то есть взаимный приливной захват), или соотношении масс не более чем на порядок (в 10 раз) и примерно соответствующее ему трёхкратное соотношение размеров, или считать пороговым — соотношение масс/размеров как в системе Земля—Луна.
Если использовать для сравнения определение системы двойных звёзд и в качестве критерия использовать расположение барицентра, то любое вращающееся вокруг звезды тело будет считаться планетой, если центр масс системы будет лежать под поверхностью более массивной звезды, или звездой если центр масс лежит над поверхностью звезды, даже если физически менее массивное тела не есть звезда. В таком случае в Солнечной системе все планеты по определению будут считаться планетами, кроме Юпитера. (Юпитер настолько массивен, что их общий с Солнцем центр масс лежит над поверхностью Солнца.) Однако ввиду того, что Юпитер физически не есть звезда, то очевидно, что астрономы сталкиваются с некоторыми трудностями в обоснованном определении двойной планеты. С другой стороны в двойной планете вторая — менее массивная — также физически должна быть планетой. Тем не менее крупнейшие спутники планет гигантов физически тоже есть планеты (в частности имеют свойственную планетам геологию), но считаются лунами своих планет, так очень малы по массе в сравнении со своими планетами, и, как следствие, барицентр в случае с каждой планетой-гигантом находится внутри тела самой планеты.

## Плутон-Харон

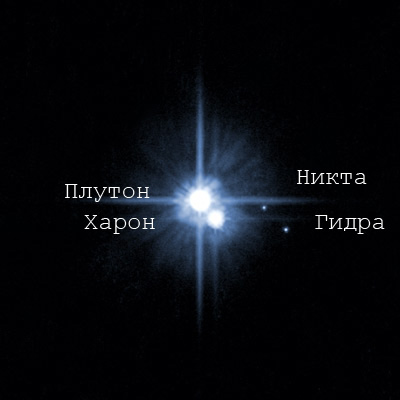
Плутон и Харон — два ярких объекта в центре, правее — Никта и Гидра

Как было упомянуто выше, система Плутон-Харон удовлетворяет определению двойной планеты. На настоящий момент это единственная пара тел в Солнечной системе, которая может претендовать на такой статус.
С момента открытия Плутона в 1930 году и вплоть до 1978 года Плутон и Харон считались одним и тем же небесным телом. В 1978 году астроном Джеймс Кристи, изучая фотографии Плутона, обнаружил на диске планеты выпуклость. В дальнейшем было замечено, что её появление имеет определённую периодичность. Это давало основания считать, что причиной этого феномена является реальное физическое тело. Первые фотографии, на которых Плутон и Харон запечатлены отдельно, были получены космическим телескопом «Хаббл» в 1990 году. При помощи современных телескопов это можно видеть даже с Земли.
Расстояние между Плутоном и Хароном около 19 570 километров (для сравнения — среднее расстояние между Землёй и Луной ~ 384 400 километров). Диаметр Плутона равен 2390 км, диаметр Харона — 1212±16 км. Из этих данных видно, что Плутон и Харон сопоставимы по размерам. Кроме того, весомым доводом в пользу того, что систему Плутон — Харон следует считать двойной планетой, является тот факт, что центр масс системы лежит за пределами более крупного тела — Плутона.
Согласно проекту Резолюции 5 XXVI Генеральной ассамблеи МАС (2006) Харону предполагалось присвоить статус планеты. В примечаниях к проекту резолюции указывалось, что в таком случае Плутон — Харон будет считаться двойной планетой. Основанием для этого служил тот факт, что каждый из объектов может считаться карликовой планетой, а их общий центр масс лежит в открытом пространстве. Однако на этой же ассамблее МАС ввёл определение понятий «Планета» и «Карликовая планета». Согласно введённым определениям Плутон классифицируется как карликовая планета, а Харон — его спутник, хотя в дальнейшем такое решение может быть пересмотрено.